# 陽江直隸州
陽江直隸州，前稱陽江直隸廳，是清朝廣東省高雷陽道下辖的行政區劃，初為直隶厅，後改制直隸州。
原為陽江縣，隸屬於肇慶府。同治五年（1866年），升為陽江直隸廳，考語為繁、難，屬「中缺」。光緒三十二年（1906年），改制為陽江直隸州，並管轄由肇慶府割出的陽春縣、恩平縣兩縣。